# Lee Krasner

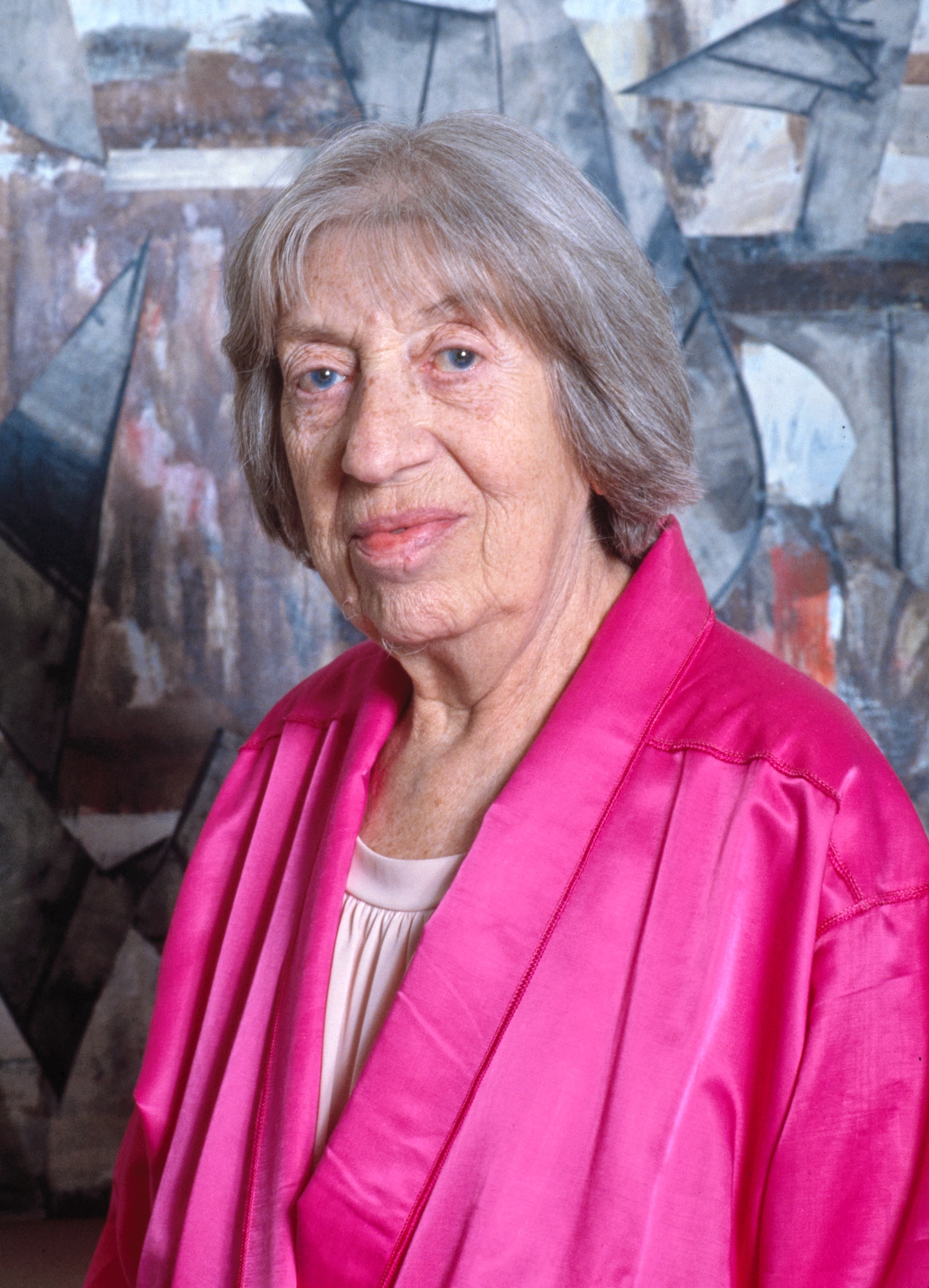

Lenore (Lee) Krasner (Brooklyn, New York, 28 oktober 1908 - New York, 19 juni 1984) was een Amerikaanse kunstenares van het abstract expressionisme.

## Biografische schets
Lee Krasner stamde af van Joodse immigranten uit Odessa. Op haar dertiende besloot ze kunstenares te worden en werd ze toegelaten tot de Washington Irving High School. Daarna volgde ze jarenlang les aan de Hans Hofmann Academy.
In 1945 trouwde ze met Jackson Pollock. Hoewel ze doorging met schilderen, leefde ze in Pollock's schaduw. Het koppel beïnvloedde elkaar en gaf commentaar op elkaars werk. Ze woonden en werkten aanvankelijk in een loft in New York en daarna - tot de dood van Pollock in 1956 - in het gehucht Springs, Suffolk County (New York). Lee Krasner sneed vaak oude stukken uit haar eigen werk of uit het werk van Pollock en gebruikte deze als materiaal voor het maken van haar reeksen collages. Tussen 1946 en 1950 maakte ze abstracte schilderijen die ze hiërogliefen noemde. 
 Taal speelde voor haar een grote rol, want ze sprak van huis uit Russisch en Jiddisch, later ook Engels. Ze begon haar hiërogliefen rechts boven, zoals ook het Hebreeuws wordt geschreven.
Na de dood van Pollock werkte ze hard door en haar werk kreeg daardoor een sterker eigen karakter. Vanaf 1951 exposeerde ze in verschillende belangrijke galeries in New York, zoals de Betty Parsons Gallery in 1951 en 1954. In 1954 toonde ze hier haar collagereeksen. Geleidelijk kreeg ze meer aandacht en waardering voor haar werk, ook internationaal. In 1965 kreeg Krasner een grote solo-expositie in de Whitechapel Gallery in Londen. In 1981 vond de expositie Krasner/Pollock: A Working Relationship plaats in de Grey Art Gallery van New York University. Toch bleef ze qua bekendheid lang in de schaduw van Pollock staan, die immers als de leider van het Amerikaanse abstract expressionisme werd gezien.
Lee Krasner overleed in 1984 op 75-jarige leeftijd.

## Nalatenschap
Vanaf 1985 zet de Pollock-Krasner Foundation zich in om kunstenaars financieel te ondersteunen. Krasner liet ongeveer $23 miljoen aan de stichting na. Het woonhuis van het echtpaar in Springs is tegenwoordig een museum en informatiecentrum, het Pollock-Krasner House and Study Center.
In 2003 behaalde een schilderij van Lee Krasner een recordprijs op een kunstveiling van Christie's in New York. Haar horizontale compositie Celebration uit 1960 wisselde voor $1.9 miljoen van eigenaar, meer dan het viervoudige van het door het veilinghuis opgegeven richtbedrag.